# شهرستان وادوویتسه
شهرستان وادوویتسه (به لهستانی: Powiat Wadowice) یک شهرستان در لهستان است که در استان لهستان کوچک‌تر واقع شده‌است. شهرستان وادوویتسه ۶۴۵٫۷۴ کیلومتر مربع مساحت و ۱۵۴٬۳۰۴ نفر جمعیت دارد.